# برانيسلاف بترونييفيتش
برانيسلاف «برانا» بترونييفيتش (يُطلق عليه أحيانًا اسم بترونييفكس) (بالسيريلية الصربية:Бранислав "Брана" Петронијевић؛ 6 أبريل 1875 - 4 مارس 1954) كان فيلسوفًا وعالم إحاثة صربي.
عمله الرئيسي هو برنزيبيان دير ميتافيزيك المكون من مجلدين (مبادئ الميتافيزيقا، هايدلبرغ، 1904-1911)، والذي حدد فيه نظامه الميتافيزيقي الأصلي، وهو توليفة من أحادية باروخ سبينوزا والتعددية المونادولوجية لغوتفريد لايبنتس في ما أسماه «التعدد الأحادي». وقد تأثر بجورج بيركلي وجورج فيلهلم فريدريش هيغل، ويعتقد بترونييفيتش أن تجربتنا المباشرة هي مصدر البديهيات المنطقية والميتافيزيقية الأساسية، فيما أسماه نظرية المعرفة «التجريبية – العقلانية».
في مجال علم الإحاثة كان بترونييفيتش أول من ميز بين جنسي الأركيوبتركس والأركيونيس. ومع ذلك جرى التخلي لاحقًا عن معظم شروحه التصنيفية. كما اكتشف أيضًا خصائص جديدة لجنسي تريتلودون وموريثيريوم.

## سيرته

### النشأة
ولد برانيسلاف بترونييفيتش في قرية سوفلياك الصغيرة بالقرب من أوب في صربيا في 6 أبريل (25 مارس، بالتقويم القديم) 1875، وهو ابن ماركو جيريميتش الذي كان عالم لاهوت. ويعود لقب بترونييفيتش إلى جد برانيسلاف بتروني جيريميتش وقد كان كاهنًا محليًا. ثم غيّر والده الاسم الأخير لبرانيسلاف لتقليل الضغط في المدرسة، حيث كانت عائلة جيريميتش من المؤيدين البارزين لسلالة كاراجورجيفيتش المنفية.
وقد درس بترونييفيتش في مدرسة فاليفو الداخلية وغراند إيكول في بلغراد (مدرسة بلغراد العليا).

### تعليمه وعمله المبكر
في عام 1894 ذهب بترونييفيتش إلى فيينا للحصول على شهادة في الطب بمنحة دراسية من قبل تامنافا سريز. وانضم بترونييفيتش إلى الجمعية الفلسفية بجامعة فيينا ودرس تحت إشراف لودفيغ بولتزمان. وبعد ثلاثة فصول دراسية في فيينا التحق بجامعة لايبزيغ، حيث درس الفلسفة تحت إشراف يوهان فولكلت، وفيلهلم أوستفالد، وإرنست ماخ. وهناك كتب الدليل الوجودي لوجود المطلق في عام 1897، ودافع بنجاح عن أطروحته مبدأ المنطق في عام 1898. وبعد أن درس خلال هذا الوقت تحت إشراف فيلهلم فونت، نشر بترونييفيتش لاحقًا العديد من الأعمال في علم النفس التجريبي حول ملاحظة الشفافية وعمق الألوان المركبة ومراقبتها. وفي لايبزيغ تلقى بترونييفيتش مساعدة مالية من الأسقف السابق نيكانور روزيتشيك، الذي تدرب معه على اللغة الألمانية.
في عام 1898 حصل بترونييفيتش على لقب دوسنت في مدرسة بلغراد العليا بناءً على طلب الأستاذ لوبومير نيديتش. وهناك قام بتدريس اللغة الألمانية والتعليمات الفلسفية في صالة بلغراد الداخلية الثالثة. وجرت ترقية بترونييفيتش إلى منصب أستاذ مشارك في عام 1899، ثم أصبح أستاذًا بشكل كامل في عام 1903. وبعد ثلاث سنوات عندما تطورت المدرسة إلى جامعة بلغراد خُفضت رتبة بترونييفيتش مرة أخرى إلى أستاذ مشارك. وقد انتخب في نفس الوقت كعضو مراسل للأكاديمية الملكية الصربية في 3 فبراير عام 1906. ووجد بترونييفيتش هذا الأمر مهينًا ورفض المنصب، ودخل قراره حيز التنفيذ في عام 1910. وخلال هذا الوقت درس بترونييفيتش أيضًا نظرية الفن في المدرسة الفنية الصربية لريستا وبيتا فوكانوفيتش في بلغراد. 
خلال هذه الفترة فكر وطور التميز في عقيدته الفلسفية. ونشر عملين رئيسيين في الميتافيزيقيا هما مبادئ الميتافيزيقا والهندسة النموذجية واللانهائية.

### الحرب العالمية الأولى
عند اندلاع الحرب العالمية الأولى تحول إلى الصحافة، وأصبح مراسلًا حربيًا للمكتب الصحفي لمجلس الحرب الصربي، بقيادة دراغوتين ديميترييفيتش «أبيس» صديق طفولته. وفي عام 1915 انضم إلى انسحاب الجيش الصربي عبر ألبانيا. وبعد وصوله إلى اليونان جرى إرساله إلى روما أولًا حيث مكث لمدة أربعة أشهر. وبعد روما أمضى بترونييفيتش عدة أشهر في باريس، حيث درّس مقررين في جامعة السوربون حول التطور الشامل وقيمة الحياة.
وأخيرًا أمضى أطول جزء من الحرب في لندن مع المفوضية الصربية، جنبًا إلى جنب مع السياسي نيكولا باشتش، والجغرافي يوفان سفييتش، والأستاذين بوغدان بوبوفيتش وشقيقه بافلي بوبوفيتش. وهناك عمل بترونييفيتش على ترجمة إنجليزية لنظرية الفلسفة الطبيعية بقلم روجر جوزيف بوسكوفيتش، مع شيدوميلي مياتوفيتش ونيكولاي فيليميروف. وجرت ترجمة النسخة الفينيشية من الكتاب عام 1763 بواسطة جيمس مارك تشايلد، ونُشر أخيرًا في عام 1922 من قبل شركة أوبن كورت ببلشينغ، بتمويل جزئي من مملكة يوغسلافيا حديثة العهد آنذاك. وكتب بترونييفيتش المقدمة بعنوان حياة روجر جوزيف بوسكوفيتش. ولكن جرى انتقاد أجزاء منه من قبل فلاديمير فاريتشاك في عام 1925 بسبب العديد من الأخطاء في الحقائق، ومن بينها تأكيده على الإثنية الصربية الحصرية لبوسكوفيتش، وإدراج تاريخ ميلاده بشكل غير دقيق.

أثناء وجوده في لندن التقى بترونييفيتش بيرتراند راسل، والذي كتب:
كان الرجل الذي أثار إعجابي، ليس بقدراته فحسب بل بفهمه الثابت للفلسفة حتى في ظل أصعب الظروف، الفيلسوف اليوغوسلافي الوحيد في عصرنا واسمه برانيسلاف بترونيفيتش. التقيت به مرة واحدة فقط في عام 1917. واللغة الوحيدة التي يعرفها كلانا هي الألمانية ولذا كان علينا أن نستخدمها، على الرغم من أنها جعلت الناس ينظرون إلينا بارتياب في الشوارع. وقد قام الصرب مؤخرًا بتراجعهم البطولي أمام الغزاة الألمان، وكنت حريصًا على الحصول على تقرير مباشر عن هذا التراجع منه، لكنه أراد فقط شرح عقيدته القائلة إن عدد النقاط في الفضاء محدود ويمكنه تقديرها من خلال الاعتبارات المستمدة من نظرية الأعداد. وكانت نتيجة هذا الاختلاف في مصلحتنا محادثة غريبة إلى حد ما. قلت: هل كنتم في الانسحاب الكبير؟ فأجاب: «نعم، لكنك ترى طريقة حساب عدد النقاط في الفضاء». قلت: «هل كنت على قدميك؟» فقال: «نعم، ترى أن الرقم يجب أن يكون عددًا أوليًا». قلت: «ألم تحاول الحصول على حصان؟» فقال: «لقد بدأت على حصان، لكنني سقطت، ولا ينبغي أن يكون من الصعب معرفة العدد الأولي». وعلى الرغم من كل جهودي لم أستطع الحصول على أي شيء آخر منه بخصوص أي شيء تافه مثل الحرب العظمى. لقد أعجبت بقدرته على الانفصال الفكري عن حوادث وجوده المادي، حيث شعرت أن قلة من الرواقيين القدامى يمكن أن ينافسوه. وبعد الحرب الأولى عينته الحكومة اليوغوسلافية لإخراج طبعة رائعة للفيلسوف اليوغوسلافي بوسكوفيتش من القرن الثامن عشر، لكن لا أعرف ما حدث له بعد ذلك.

- بيرتراند راسل

### حياته اللاحقة
بعد الحرب غادر لندن وعاد إلى منصبه التدريسي في جامعة بلغراد، حيث جرى تعيينه مرة أخرى أستاذًا كاملًا في عام 1919، وفي 16 فبراير عام 1920 جرى انتخابه في الأكاديمية الملكية الصربية.
من عام 1918 حتى عام 1922 أشرف بترونييفيتش بشكل خاص على كسينيا أتاناسيفيتش والتي أصبحت مثقفة صربية بارزة وكاتبة نسوية مبكرة.
خلال فترة ما بين الحربين العالميتين كان بترونييفيتش مشاركًا نشطًا في الفلسفة الأوروبية، واعتبر نفسه فيلسوفًا جديرًا تجاوز حدوده «الضيقة». واعتبر نفسه أحد «فلاسفة التاريخ الخمسة عشر العظماء» إلى جانب أرسطو ولايبنتس وهيغل. وإلى جانب «الفلاسفة العظماء» يذكر بترونييفيتش «فلاسفة بارزين» و«كتابًا فلاسفة».
تقاعد بترونييفيتش من الجامعة في عام 1927. وشغل منصب أمين الأكاديمية الملكية الصربية من فبراير عام 1932 حتى فبراير عام 1933، وأسس الجمعية الفلسفية الصربية في عام 1938 مع فلاديمير دفورنيكوفيتش وجوستين بوبوفيتش وآخرين. وجرى تدمير المجلد الثالث من كتابه مبادئ الميتافيزيقا في غارة جوية في أبريل عام 1941. وألقى محاضرات في المعهد العلمي الألماني أثناء احتلال يوغوسلافيا. وبعد الحرب سافر إلى فرنسا عدة مرات وبدأ بكتابة الشعر. وجرى ترشيح بترونييفيتش لجائزة نوبل في الأدب في عامي 1941 و1947.
توفي بترونييفيتش في فندق البلقان في بلغراد في 4 مارس عام 1954، وكان عمره 78 عامًا ولم يتزوج قط.